# Junonia minagara
Junonia minagara är en fjärilsart som beskrevs av Hans Fruhstorfer 1904. Junonia minagara ingår i släktet Junonia och familjen praktfjärilar. Inga underarter finns listade i Catalogue of Life.